# Pier Carlo Padoan
Pier Carlo Padoan (ur. 19 stycznia 1950 w Rzymie) – włoski ekonomista, wykładowca akademicki, w latach 2007–2014 zastępca sekretarza generalnego Organizacja Współpracy Gospodarczej i Rozwoju, w latach 2014–2018 minister gospodarki i finansów, deputowany.

## Życiorys
Ukończył studia ekonomiczne na Uniwersytecie Rzymskim. Do 2007 był wykładowcą akademickim licznych uczelni krajowych i zagranicznych, m.in. La Sapienza, Kolegium Europejskiego w Brugii i Warszawie, uniwersytetów w Tokio, Urbino, Brukseli i La Plata. Jest autorem licznych publikacji naukowych z zakresu polityki gospodarczej. Od 1998 do 2001 był doradcą ekonomicznym premierów Massima D’Alemy i Giuliana Amato. Pełnił funkcję konsultanta Banku Światowego, Komisji Europejskiej i Europejskiego Banku Centralnego. W latach 2001–2005 zajmował stanowisko dyrektora wykonawczego w Międzynarodowym Funduszu Walutowym. W 2007 został zastępcą sekretarza generalnego OECD. Pełnił także funkcję głównego ekonomisty tej organizacji (od 2009).
21 lutego 2014 kandydat na premiera Matteo Renzi ogłosił jego nominację na urząd ministra gospodarki i finansów w swoim nowo tworzonym rządzie. Utrzymał to stanowisko również w powołanym w grudniu 2016 gabinecie Paola Gentiloniego.
Dołączył do Partii Demokratycznej, w 2018 jako kandydat centrolewicowej koalicji uzyskał mandat posła do Izby Deputowanych XVIII kadencji. 1 czerwca tegoż roku zakończył pełnienie funkcji rządowej. W 2020 zrezygnował z zasiadania w parlamencie w związku z powołaniem w skład rady dyrektorów banku UniCredit.